# ستانلي مورغان
ستانلي مورغان (بالإنجليزية: Stanley Morgan)‏ هو ممثل بريطاني، ولد في 10 نوفمبر 1929 في المملكة المتحدة، وتوفي في 1 أغسطس 2018.

## أعمال

### أفلام
- (1962) دكتور نو

## وصلات خارجية
- ستانلي مورغان على موقع IMDb (الإنجليزية)
- ستانلي مورغان على موقع قاعدة بيانات الفيلم (الإنجليزية)